# Гольдфарб, Татьяна Иосифовна
Татьяна Иосифовна Гольдфарб (14 [27] ноября 1913, Одесса, Херсонская губерния — 17 ноября 1964, Тбилиси) — советская пианистка и педагог. Лауреат международного конкурса имени Шопена в Варшаве.

## Биография

### Ранние годы
Татьяна (Тауба) Гольдфарб родилась 14 ноября (по старому стилю) 1913 года в Одессе в еврейской семье. Отец — брест-литовский мещанин Иосиф Лейзерович-Хаимович (Ефимович) Гольдфарб (1890—?) был конторским служащим. Мать — колонистка еврейской земледельческой колонии Кузьминки (Каменская волость Ольгопольского уезда Подольской губернии) Лея Лейбовна (Елизавета Львовна) Зельцер (1892—?) — домохозяйка. Родители заключили брак в Одессе 10 февраля 1913 года. В семье было трое детей — Татьяна, Ита (1916) и Яков (1926). Все дети получили музыкальное образование. Татьяна начала брать уроки у известного в Одессе педагога Давида Самойловича Айсберга, но в 1925 году Айсберг эмигрировал из СССР. Tочные данные о школьных годах Татьяны Гольдфарб утеряны. Известно, что в конце 1920-х она была зачислена в класс в класс Берты Михайловны Рейнгбальд, профессора Одесской консерватории, которую она окончила в 1932 году.

### Начало творческого пути
В 1932 году Рейнгбальд привозит свою студентку в Москву и показывает ее уже известному тогда профессору Московской консерватории Генриху Нейгаузу, который рекомендует ей принять участие в Первом Всесоюзном конкурсе музыкантов-исполнителей 1933 года. Первую премию на этом конкурсе получил 17-летний Эмиль Гилельс. Состав участников был очень сильным, и Гольдфарб была отмечена только дипломом, как и другие пианистки, в частности, Роза Тамаркина и Мария Гринберг.
После конкурса Татьяна Гольдфарб продолжает совершенствовать свое мастерство в Киевской консерватории (1935—1938) под руководством профессора Абрама Луфера, лауреата Первого международного конкурса имени Шопена (1928). Он сразу оценил талант и потенциал молодой пианистки и сыграл значительную роль в формировании ее индивидуального исполнительского стиля. Опираясь на собственный опыт, он подготовил ее к участию в Третьем международном конкурсе им. Шопена в Варшаве в 1937-м году.

### Первые успехи и начало концертной деятельности
Конкурс был очень сильным, в нем приняли участие талантливые молодые исполнители. В состав жюри вошли известные музыканты. Первую и вторую премии получили советские пианисты Яков Зак и Роза Тамаркина. Гольдфарб получила 9-ю премию. Исполнение конкурсной программы Татьяной Гольдфарб было высоко оценено прессой и музыкальными критиками, особенно отмечавшими динамизм, блестящую технику, артистичность и яркую индивидуальность ее игры.() Она получила ряд предложений выступить с концертами в Европе, однако последовала совету профессора Луфера вернуться в Москву и продолжить занятия теперь уже в Московской консерватории под руководством профессора Генриха Нейгауза, который был одним из членов жюри конкурса в Варшаве. Занятия с Г. Г. Нейгаузом были прерваны в 1941 году с вторжением немецких войск на территорию СССР и началом военных действий.
К этому времени Татьяна Гольдфарб была уже известной пианисткой, солисткой Московской Государственной филармонии. В годы войны Гольдфарб не покинула Москву; вместе с другими артистами она выступала перед советскими войсками на фронтах военных действий и в военных госпиталях перед ранеными бойцами. В 1945 году в Берлине она участвовала в концерте, посвящённом окончанию 2-й Мировой войны, на котором присутствовали командующие армиями победивших союзников.

### 1945—1964 годы
В послевоенные годы концертная деятельность Татьяны Гольдфарб была очень активной. Она ежегодно выступала с новыми сольными программами в концертных залах Москвы, Ленинграда, Киева, Тбилиси, Риги, Одессы и других крупных городов, гастролировала на всей территории СССР. Любимым и наиболее близким её таланту композитором на протяжении всего творческого пути пианистки оставался Фредерик Шопен. «Яркое дарование, блестящий технический аппарат, рельефно-выпуклая трактовка — вот основные впечатления от исполнительского облика Татьяны Гольдфарб. К этому надо прибавить большой динамический размах, мощное фортиссимо, достигаемое без видимой физической напряжённости, столь обычной в женском исполнении» — такую оценку её интерпретации произведений Шопена дает известный музыкальный критик А. Дроздов.
Тем не менее диапазон сольных программ Татьяны Гольдфарб был очень широк — они включали, среди прочих произведений, сонаты Бетхована и этюды Листа, фантазию Шуберта «Скиталец» и миниатюры Брамса, «Карнавал» Шумана и современную фортепианную литературу, произведения советских — русских, украинских и грузинских композиторов.
Гольфарб выступала с лучшими оркестрами страны. В программы симфонических концертов с её участием входили фортепианные концерты Чайковского, Листа, Бетховена, Шопена, Грига и другие известные произведения фортепианной симфонической музыки. К этому же периоду относится творческое сотрудничество Гольдфарб с известными советскими дирижерами — С. Самосудом, Е. Мравинским, А. Янсонсом, К. Зандерлингом и другими. Многие симфонические и сольные программы были записаны во время концертов или в студиях и транслировались в музыкальных программах советского радио.

### Наследие
В 1958 году Татьяна Гольдфарб начинает преподавательскую деятельность в Тбилисской консерватори. «Её неоценимым качеством было тонкое понимание индивидувльности студентов, точный подбор исполнительской программы и внимание к своим подопечным…При всей приветливости, доброжелательности и простоте в обращении Т. Гольдфарб оставалась непоколебимой, когда дело касалось её принципов», — вспоминала бывшая студентка Татьяны Гольдфарб, профессор Каирской консерватории Елена Дзамашвили.
Гольдфарб совмещала преподавание с карьерой концертирующей пианистки, продолжая выступать с сольными и симфоническими концертами в Москве и других городах. Она также выступала в Тбилиси с сольными программами и с Государственным симфоническим оркестром Грузинской ССР в сотрудничестве с его главным дирижёром Одиссеем Димитриади.
Исполнительская и преподавательская карьера Татьяны Гольдфарб была прервана внезапной смертью после короткой болезни — она скончалась от аллергического шока в Тбилиси в возрасте 50 лет.
Высоко ценившие талант артистки Л. Оборин и Д. Ойстрах писали в некрологе: «Татьяна Гольдфарб была большим, настоящим мастером. Её искусство было всегда жизнерадостным, полным искренней и непосредственной душевности и любви к людям».
Похоронена в Москве на Новодевичьем кладбище.

## Семья
- сестра — Ита (Ида) Иосифовна Гольдфарб (1916—2013), пианистка, преподаватель музыкально-педагогического института им. Гнесиных (Москва);
- брат — Яков Иосифович Гольдфарб (1926—2020), военный дирижёр, преподаватель факультета военных дирижёров при Московской государственной консерватории;
- первый муж — Моисей Абрамович Гринберг (1904—1968), музыковед, художественный руководитель Московской государственной филармонии;
  - дочь — Мария Моисеевна Гринберг, журналистка (род. 1939);
- второй муж — Александр Ираклиевич Чиджавадзе (1917—1971), виолончелист, профессор Тбилисской государственной консерватории[8].

## Награды
- Орден «Знак Почёта» (27 апреля 1937 года) — за исключительные успехи в области музыкального искусства[9].

## Дискография
- Ф. Шопен — Татьяна Гольдфарб — Экосезы/ Два Этюда, Ногинский завод, 1937 г.
- Ф. Шуберт, Ф. Лист — Татьяна Гольдфарб — Венские Вечера, Ленинградский Завод, 1956 г.
- Ф. Шопен — Татьяна Гольдфарб — Вечное Движение / Экспромт № 1 Соч. 29, Ля Бемоль Мажор, Апрелевский завод, дата выпуска неизвестна
- Ф. Шуберт, — Леонид Коган, Татьяна Гольдфарб — Leonid Kogan Complete collection vol. 4 — Sonatina No. 2 for violin and piano in A minor, Op. 137 No. 2, D. 382, Sonatina No. 3 for violin and piano in G minor, Op. 137 No. 3, D. 408 (F. Schubert) — Leonid Kogan and Tatiana Goldfarb — Фирма «Мелодия», год записи 1949, год выпуска 1989
- Записи